# Klaus Pfützner
Klaus Pfützner (* 27. Juli 1929 in Leipzig; † 23. März 2007) war ein deutscher Theaterwissenschaftler und Dramaturg.

## Leben
Er besuchte die Volksschule und war Chemiearbeiter und Chemielaborant. Ab 1952 studierte er an der Arbeiter- und Bauernfakultät und danach an der Theaterhochschule Leipzig. Nach der Promotion 1963 war er ab 1964 Dramaturg am Deutschen Theater Berlin. Ab 1969 war er Sekretär im Verband der Theaterschaffenden der DDR und ab 1974 erster Sekretär bis 1990.

## Schriften (Auswahl)
- Die Massenfestspiele der Arbeiter in Leipzig (1920–1924). Leipzig 1960.
- Die Herausbildung des sozialistischen Berufstheaters in Berlin 1929–1933. 1963.